# Jackson Howe
Jackson Howe (Calgary, 16 de junho de 1998) é um jogador de voleibol canadense que atua na posição de central.

## Carreira

### Clube
Howe atuou no voleibol universitário pela Universidade do Oeste da Trindade, de 2017 a 2022. Pela universidade da Colúmbia Britânica, conquistou os títulos da Canada West Championship de 2018, 2020 e 2022.
Em 2022, o central assinou seu primeiro contrato profissional com o Stade Poitevin Poitiers para atuar na primeira divisão do Campeonato Francês.

### Seleção
Em 2021 Howe foi vice-campeão do Campeonato NORCECA e da Copa Pan-Americana, sendo eleito neste último como um dos melhores centrais da competição.
Em 2023, disputando novamente a Copa Pan-Americana, conquistou sua primeira medalha de ouro ao derrotar na final a seleção brasileira por 3 sets a 1.

## Clubes
| Anos  | Clube                  |
| ----- | ---------------------- |
| 2022– | Alterna Stade Poitevin |

## Prêmios individuais
- 2021: Copa Pan-Americana – Melhor central